# 弗拉基米爾·萊文斯坦
弗拉基米爾·約瑟福維奇·萊文斯坦（俄语：Влади́мир Ио́сифович Левенште́йн，1935年5月20日—2017年9月6日）是一名俄羅斯數學家，從事資訊理論、糾錯碼和組合設計的研究。除其他貢獻外，他還因1965年開發的萊文斯坦距離和萊文斯坦演算法而知名。
他於1958年畢業於莫斯科國立大學數學與力學系，此後一直在莫斯科克爾德什應用數學研究所工作。他是IEEE資訊理論協會會士。
2006年，他因「對糾錯碼理論和資訊理論（包括萊文斯坦距離）的貢獻」而獲得IEEE理察·衛斯里·漢明獎章。

## 外部連結
- Levenshtein's personal webpage, Internet Archive from July 2023 - in Russian
- March 2003 pictures of Levenshtein at a professional reception (Internet Archive February 2023).
- Another (better) picture from the same source
- . IEEE. （原始内容存档于2007-09-19）.